# Горішнє Поле
Горішнє Поле́ (болг. Горно поле) — село в Хасковській області Болгарії. Входить до складу общини Маджарово.

## Населення
За даними перепису населення 2011 року у селі проживали 38 осіб, усі — болгари.
Розподіл населення за віком у 2011 році:
Динаміка населення: